# 目 (現代芸術活動チーム)
目（め、2012年 - ）は、日本の現代芸術活動チーム。2012年に現代美術家の荒神明香と表現活動集団wah document（南川憲二＋増井宏文）によって結成された。
作品は主にインスタレーション作品の形態をとっており、資生堂ギャラリー『たよりない現実、この世界の在りか』(2014) では長蛇の列ができるなど、ホテル型の展示が大きく話題を呼んだ。そのほか、瀬戸内国際芸術祭（2013年）、宇都宮美術館屋外プロジェクト『おじさんの顔が空に浮かぶ日』(2013-14)、越後妻有トリエンナーレ（2015年）、北アルプス国際芸術祭（2017年）、「六本木クロッシング2019展：つないでみる」（2019年）、千葉市美術館「目［mé］ 非常にはっきりと わからない」（2019年）など体感型の作品で注目を集めている。2020年には十和田の〈Arts Towada〉に参加。 

## 略歴
- 2012年 - 結成

「目」というチーム名は、荒神が現象を人の網膜に残すという意味で、よく「肉眼に届ける」という言葉を使っていたことと、wah documentがアイデアから作品が実現する瞬間を参加者と共に“目の当たり”にすることをテーマに活動してきたことから、共通のキーワードとして浮かび上がったことに由来する。

## 作品

### 展覧会で発表された作品
- 2012年 - 『サイトスペシフィックナイトサファリ』／墨田川「すみだ川アートプロジェクト」
- 2013年 - 『FICTIONAL SCAPER』／象の鼻テラス[5]
- 2013年 - 『おじさんの顔が空に浮かぶ日』／宇都宮美術館「宇都宮美術館館外プロジェクト2013 」[6]
- 2014年 - 個展『状況の配列』／三菱地所アルティアム[7]
- 2014年 - 個展『たよりない現実、この世界の在りか』／資生堂ギャラリー[8]
- 2014年 - 『おじさんの顔が空に浮かぶ日』／宇都宮美術館「宇都宮美術館館外プロジェクト 2014」
- 2015年 - 『REPLICATIONAL SCAPER』／水戸芸術館「カフェ・イン・水戸R」展
- 2015年 - 『TOKYO MOMENT』／東京都現代美術館「東京アートミーティングⅥ“TOKYO”見えない都市を見せる」展
- 2019年 - 『目【mé】　非常にはっきりと わからない」』／千葉市美術館

### 国際芸術祭で発表された作品
- 2013年 - 『迷路のまち～変幻自在の路地空間～』／小豆島「瀬戸内国際芸術祭2013」
- 2014年 - 『世界に溶ける：リサーチドキュメント』／象の鼻テラス「ヨコハマ・パラトリエンナーレ2014」
- 2015年 - 『見立線』／大分市街「大分トイレンナーレ2015」
- 2015年 - 『憶測の成立』／新潟県十日町市街「越後妻有 大地の芸術祭2015」
- 2017年 - 『信濃大町実景舎』／長野県信濃大町市「北アルプス国際芸術祭2017」

### その他の活動
- 2013年 - テレビ朝日『夏目☆記念日』スタジオセット制作
- 2014年 - フェスティバル / トーキョー14『羅生門 | 薮の中』舞台美術制作[9]
- 2015年 - 六本木アートナイト2015 ＜ONE NIGHT ART STAND＞でDJ（南川・荒神）[10]
- 2015年 - NHK Eテレ『テクネ 映像の教室』で映像作品を発表